# Oriol Coll
El Dr. Oriol Coll es el fundador y Presidente de Clínica Eugin, uno de los principales centros de reproducción asistida de Europa y pionero en lograr el primer caso mundial de un niño nacido sano de un padre con doble translocación cromosómica

## Formación
Tras completar sus estudios en el Lycée Français de Barcelona, se licenció en Medicina y Cirugía por la Universidad de Barcelona, se especializó en Obstetricia y Ginecología por la misma universidad. Posteriormente, se sub-especializó en Inmunología de la reproducción y Enfermedades Infecciosas en la Universidad de California, en San Francisco (UCSF). Algunos años después, obtuvo su Doctorado (PhD) en el área de la Medicina Perinatal y Enfermedades Infecciosas por la Universidad de Barcelona.
Ha complementado su formación con estudios de Dirección Ejecutiva en la Escuela de Dirección de Empresas IESE de la Universidad de Navarra, obteniendo el Programa de Desarrollo Directivo  (PDD) y recientemente el Global CEO Program. 

## Actividad asistencial
El Dr. Coll fue médico del Hospital Clínico y Provincial de Barcelona durante 23 años, como especialista del Servicio Ginecología y Obstetricia y posteriormente del Servicio de Medicina Maternofetal. Durante siete años fue Jefe de Sección de Obstetricia de Alto Riesgo del mismo y dirigió la primera Unidad de Infecciones Perinatales del país.
En 1999 fundó junto al Dr. Mario Reverter la Clínica Eugin en Barcelona que es actualmente el mayor centro de `Reproducción Asistida en Cataluña y uno de los primeros centros en Europa. Durante once años fue el director de la Clínica y actualmente la preside.  

## Actividad docente
El Dr. Coll fue durante veinte años Profesor Asociado de la Facultad de Medicina de la Universidad de Barcelona. En esta misma universidad ha dirigido varias Tesis Doctorales y ha formado parte de Tribunales de Tesis Doctorales. 

## Actividad científica
Desde el año 1991, el Dr. Coll participa como ponente y líder de opinión en múltiples Congresos Internacionales del sector, en los que participa en cualquiera de las cuatro lenguas que domina: francés, inglés, castellano y catalán. Es miembro de varias sociedades científicas, como la ESHRE, la SEGO, SMR o la SEIMC, entre otras. Ha firmado más de 80 publicaciones científicas (indexadas en PubMed ). 
Sus principales áreas de interés científico son la Reproducción Humana Asistida y la Medicina Perinatal, así como las Enfermedades Infecciosas en ambas áreas.